# Ginés Salmerón Martínez
Ginés Salmerón Martínez (Sabadell, Vallès Occidental, 15 de novembre de 1972) va ser un ciclista català que competí professionalment entre 1996 i el 2000.

## Palmarès
- 1993
  - 1r a la Cursa Ciclista del Llobregat
- 1995
  - 1r a la Volta a Lleó
- 1997
  - Vencedor d'una etapa a la Volta a Andalusia

### Resultats a la Volta a Espanya
- 1997. Abandona (12a etapa)
- 2000. Abandona (4a etapa)

### Resultats al Giro d'Itàlia
- 1999. 93è de la classificació general

### Resultats al Tour de França
- 1999. Abandona (9a etapa)